# Pombo-torcaz

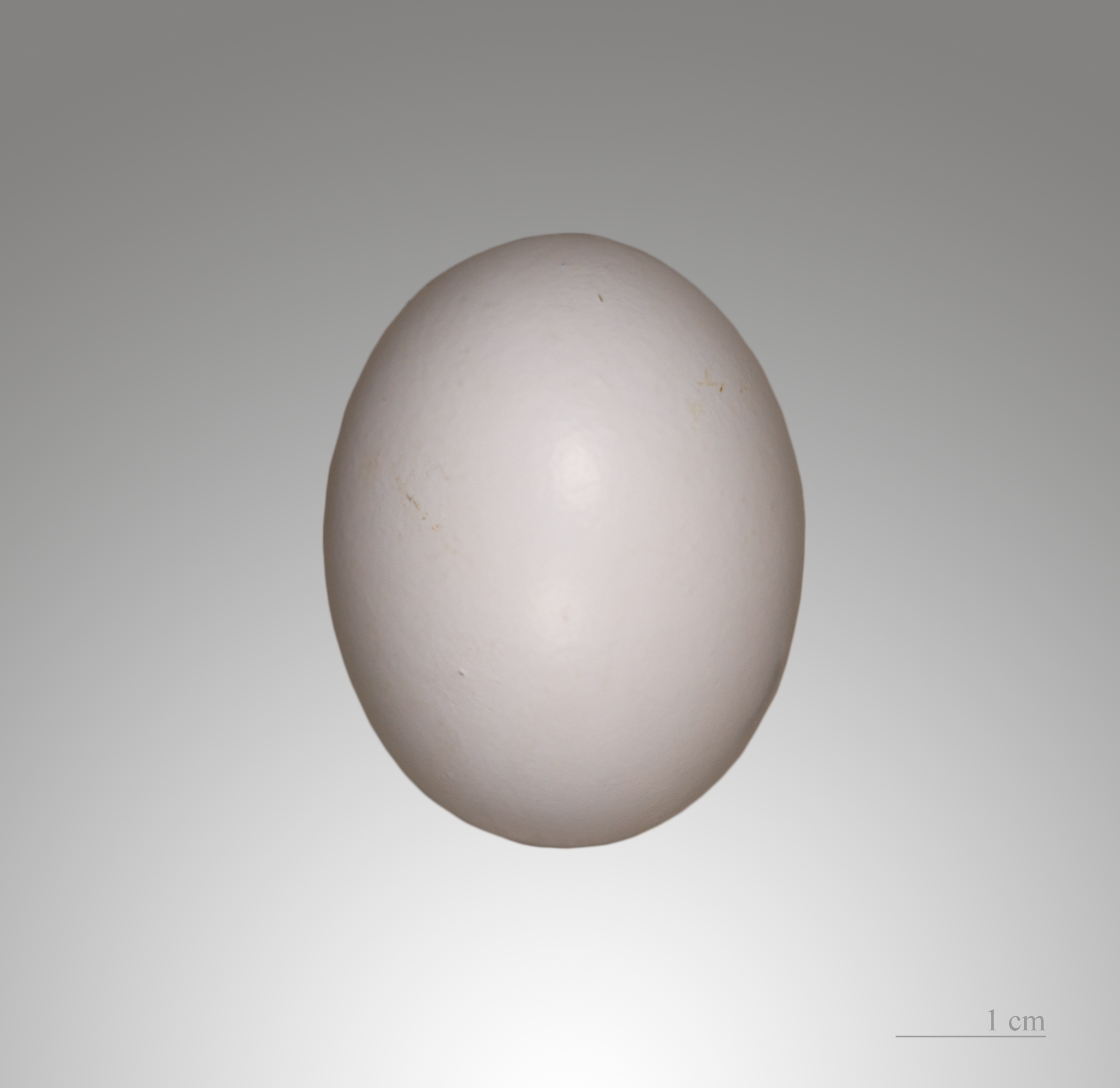
Columba palumbus

Pombo-torcaz (de nome científico Columba palumbus L.), é uma espécie de ave, o mais corpulento de todos os pombos, chegando a medir mais de 40 cm. É a espécie europeia de pombo mais comum.

## Nomes comuns
É também conhecida pelos nomes comuns: torcaz, trocaz, torquaz e pomba-torquaz.

### Etimologia
Os substantivos «torcaz», «trocaz» e «torquaz» derivam do substantivo latino torquatus, que significa «dotado de colar» e que, por seu turno, advém do étimo latino torquis, que pode assumir os significados de «colar, anel, grinalda, pulseira e coleira». Isto vem em alusão à faixa esverdeada do pescoço do torcaz, que lembra um colar ou gorjeira.

### Paronímia
Na Madeira a espécie Columba trocaz é comummente conhecida como pombo-trocaz (com inversão do r), sendo certo que também é denominada pombo-da-madeira e pombo-da-laurissilva-da-madeira.
No Brasil, existe um pombo conhecido como pomba-trocaz (com inversão de uma letra apenas), de nome científico Columba speciosa Tem., popularmente chamado de asa-branca ou pomba-pedrês.[carece de fontes?]

## Características
Trata-se da maior espécie de pombo a habitar Portugal, sendo que as suas notáveis dimensões o distinguem facilmente das espécies domesticadas dos pombos. Conta com uma plumagem cinzento-ferrete, que cobre o dorso, a cabeça, parte da cauda e as asas.
As asas e o pescoço são ocelados por manchas brancas informes. O pescoço conta também com uma faixa com reflexos esverdeados, na parte superior, e matizes rosados na parte inferior junto ao peito.
A cauda termina numa faixa preta ou cinzento-escura. O bico é avermelhado, curto e fino.

## Comportamento
O pombo-torcaz é granívoro, alimentando-se de sementes e grãos diversos.
O pombo-torcaz nidifica construindo uma plataforma de ervas e de ramos sobre árvores altas. A postura é de dois ovos brancos, os quais são incubados durante 17 dias, alternadamente pelo macho e pela fêmea.

## Subespécies
- Columba palumbus azorica Hartert, 1905 (Pombo-torcaz-dos-Açores)
- Columba palumbus casiotis (Bonaparte, 1854)
- Columba palumbus excelsa (Bonaparte 1856)
- Columba palumbus iranica (Zarudny, 1910)
- Columba palumbus maderensis Tschusi, 1904 (Pombo-torcaz-da-Madeira)
- Columba palumbus palumbus Linnaeus, 1758